# Char D2
O Char D2 era um tanque francês do Interbellum.
No momento que o Char D1 não tinha sequer entrado em produção, a empresa Renault tinha feito um acordo de construir uma versão mais capaz chamada de Char D2. Depois entre outros protótipos foram montados com torres do tanque Renault FT-17 durante uma simulação. A produção dos modelos tinham uma torre APX-1, armados com uma pistola de 47 milímetros SA34 e uma metralhadora coaxial de 7,5 milímetros. A partir de março de 1940 a poderosa arma de 47 milímetros SA35 é montada no tanque, muitos tanques antigos são re-equipados com ele. Ambos os modelos tiveram um arco de metralhadora de 7,5 milímetros. Apenas uma centena destes tanques foram produzidos, uma vez que foi decidido utilizar a Char B1 como o principal tanque blindado equipando as divisões.

## Referência
- «Char D2 no World War Vehicles.com» (em inglês). wwiivehicles.com. Consultado em 1 de julho de 2014
- Wikipédia anglófona - Char D2